# Galeazzo Alessi
Galeazzo Alessi (Perugia, 1512 - Perugia, 30 de diciembre de 1572), fue un destacado arquitecto italiano del Cinquecento que trabajó principalmente en Perugia, Génova y Milán. A partir de 1548, proyectó para algunas grandes familias italianas, como los Sauli, Grimaldi, Flescari, etc., varios palacios en los que la organización y la rica ornamentación fueron elementos precursores de la arquitectura barroca. Autor de la Villa Cambiaso (Génova, 1549), de la basílica de Carignano (Génova, 1552) y del palacio Marino (Milán, 1568).  Sus obras genovesas marcaran una importante influencia, con formas articuladas y plásticas del Cinquecento romano, con importantes juegos de claroscuro.

## Biografía

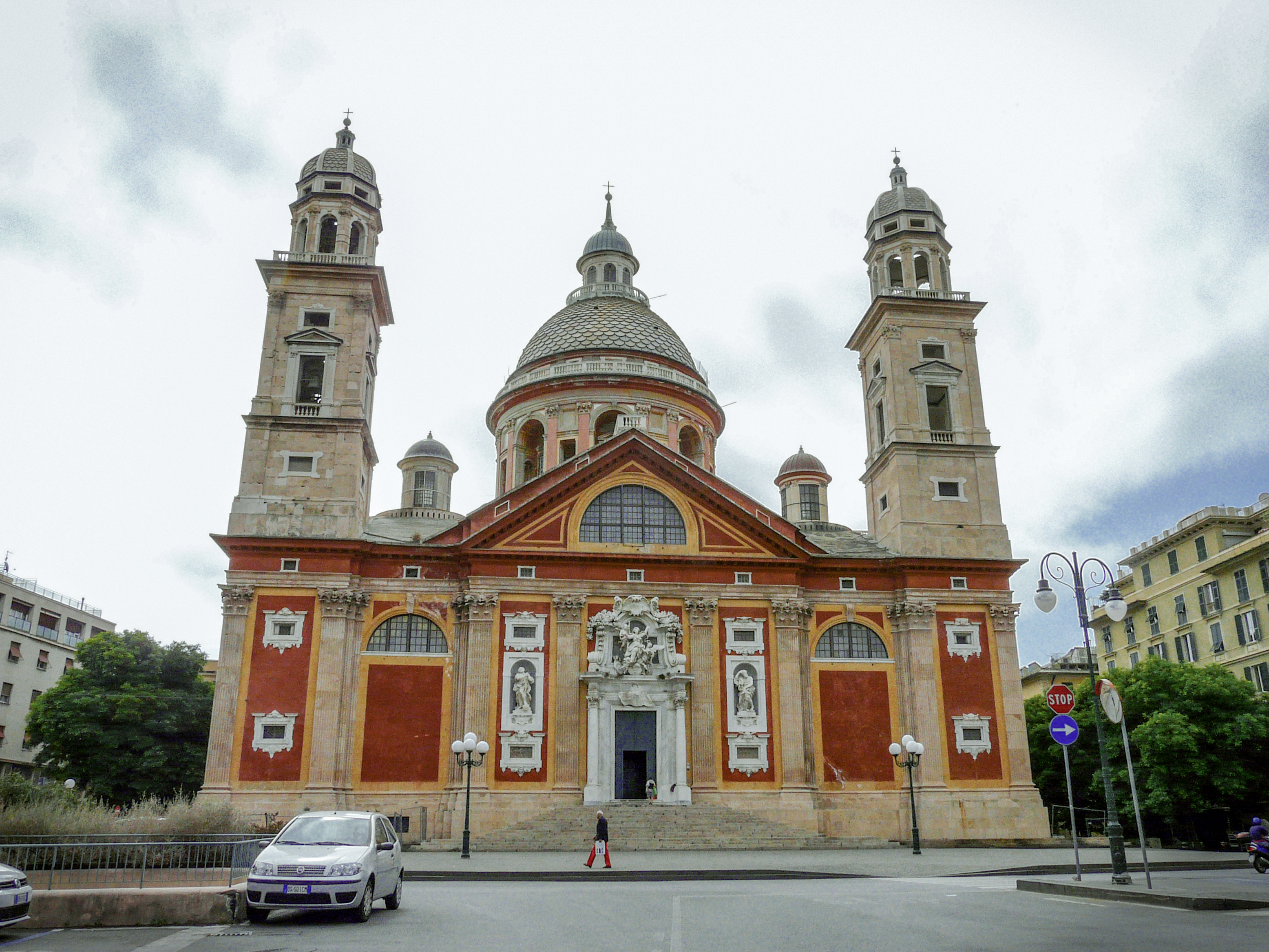
Basilica di Santa Maria Assunta, Génova

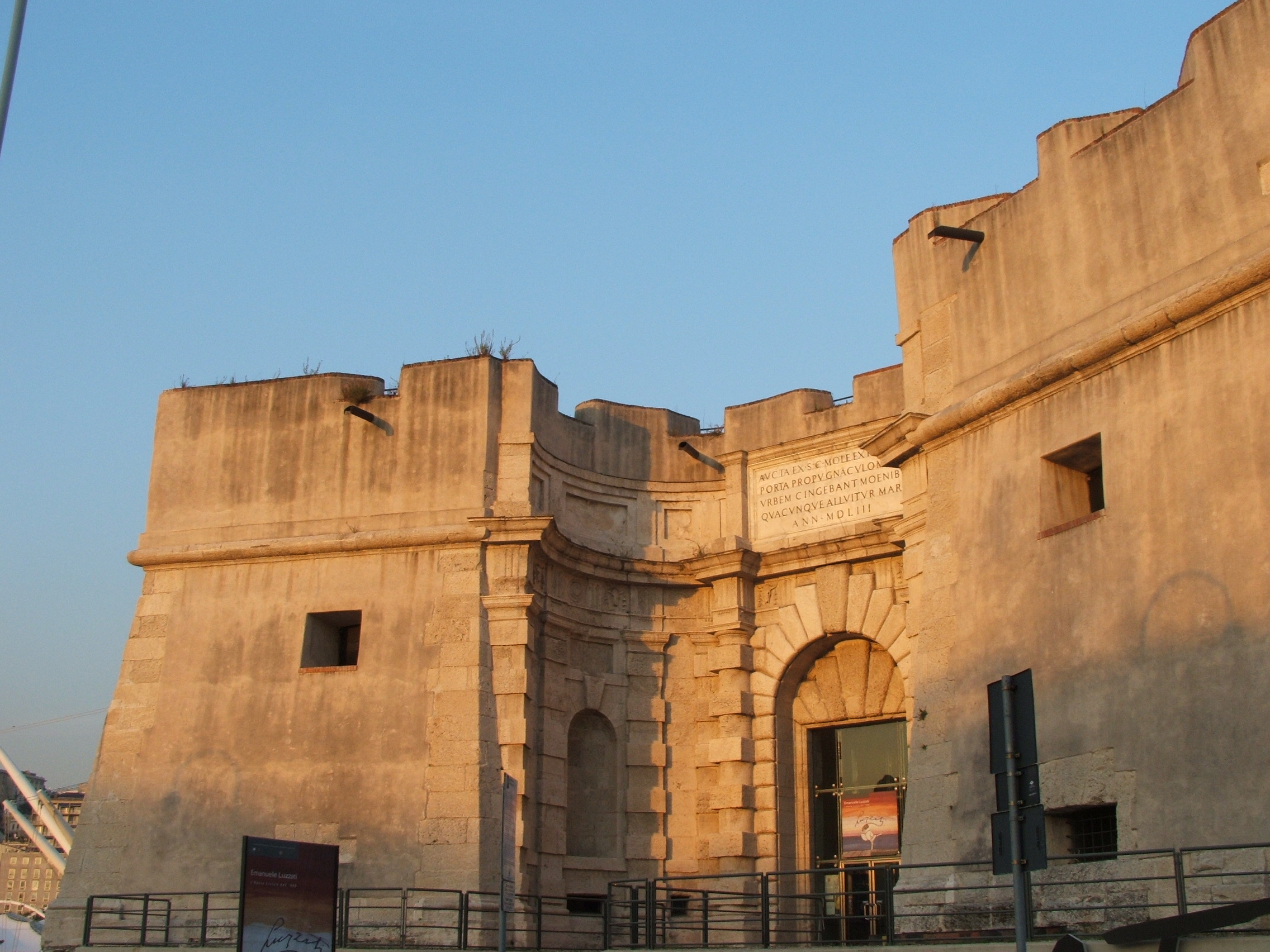
Porta Siberia, proyecto de Galeazzo Alessi.

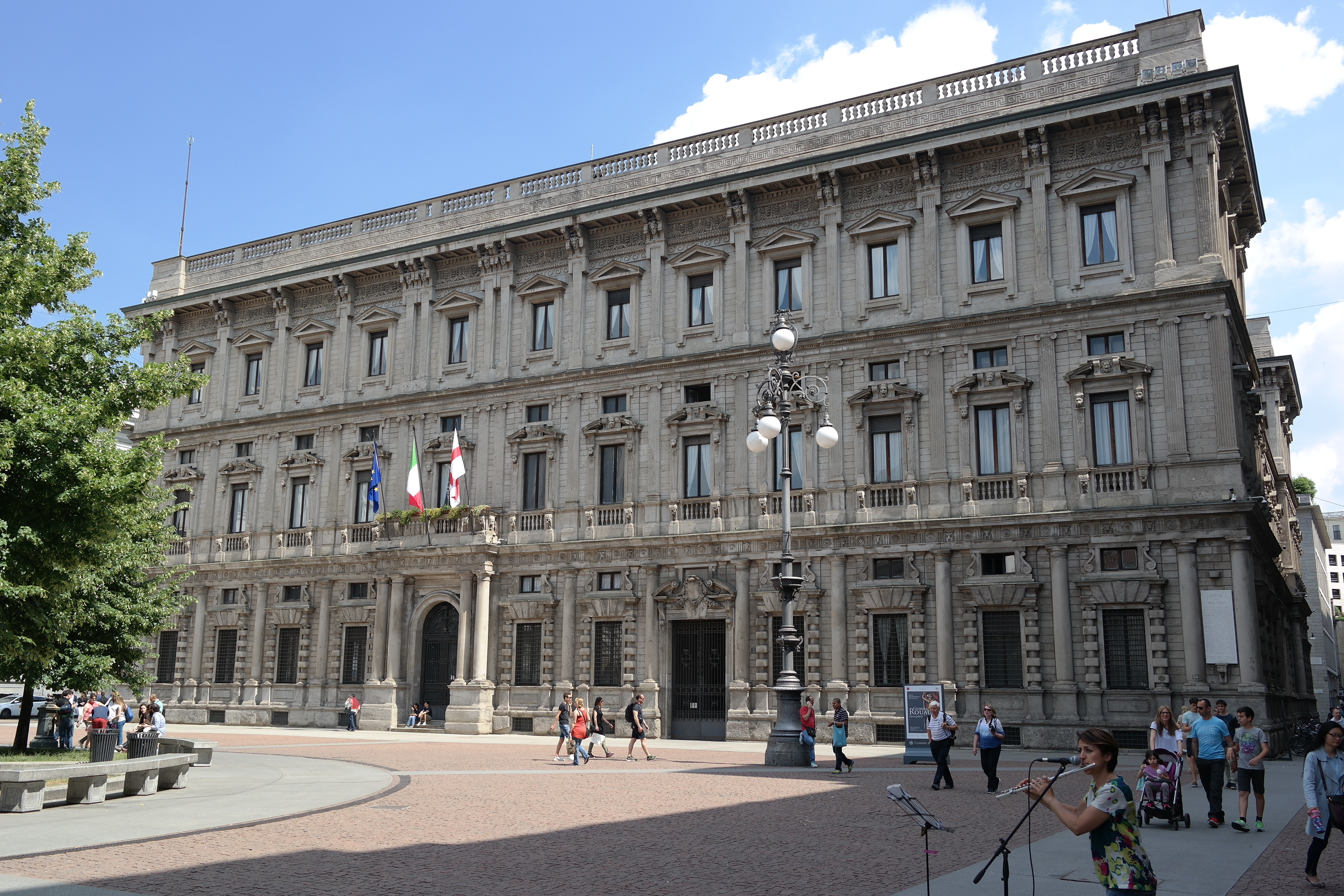
Palacio Marino, Milán.

Inicialmente se formó bajo la dirección del arquitecto y pintor Giovan Battista Caporali y luego estudió detenidamente la arquitectura antigua, que marcó de forma indeleble su estilo. En Roma conoció a Miguel Ángel Buonarroti y su influencia se dejará sentir en sus creaciones posteriores, así como la de Sangallo el Joven.
En 1542, regresó a Perugia, donde reemplazó en los trabajos de la Rocca Paolina a Antonio da Sangallo el Joven, que también le influirá. En Perugia construyó la iglesia de Santa María del Popolo (1547), el pórtico de Sant'Angelo della Pace en Porta Sole (1548). La iglesia de Santa María del Popolo, hoy desconsagrada, fue durante años la sede de la Bolsa de Productos de Perugia.
En 1548 se instaló en Génova por invitación de la República, que le pidió que modernizara las fortificaciones del puerto. Construyó la puerta de entrada, llamada Porta del Molo, hoy Porta Siberia (una construcción monumental y masiva que sobre el puerto tiene una fachada cóncava, encerrada entre dos columnas dóricas revestidas con bloques de piedra, mientras que en la ciudad es plana y delicadamente decorada). Ese mismo año construyó por encargo de la familia Giustiniani una villa suburbana (hoy Villa Giustiniani-Cambiaso), según el modelo de la Villa Farnesina romana de Baldassarre Peruzzi, rica en exuberante decoración ornamental. También trabajó para la familia Sauli en la reconstrucción de la basílica de Carignano, en la que planteó una planta de cruz griega, como la que Bramante había elaborado para San Pedro. 
En la ciudad ligur Alessi proyectó varios edificios prestigiosos a lo largo de la Strada Nuova  (hoy vía Garibaldi), recién construida en aquella época: en particular, el Palacio Pallavicini Cambiaso (en 1565) y el Palacio Lercari-Parodi (en 1567). Estos edificios influyeron en las creaciones posteriores de otros arquitectos que trabajaron a lo largo de la Strada Nuova, como Giovan Battista Castello, conocido como il Bergamasco, Bernardino Cantone, Antonio Roderio y Domenico Ponsello; además, fascinaron al joven Rubens que los copió en una serie de dibujos, recogidos en su publicación Palazzi di Genova.
También en Génova, Alessi construyó la basílica de Santa María en Carignano, a la que se dedicó, desde 1549, durante toda su vida, fuertemente inspirado por el proyecto de Bramante para la basílica de San Pedro en el Vaticano, en el que la gran fachada coronada por un tímpano se inserta entre dos campanarios de base cuadrada, mientras que la cúpula central está sostenida por un alto tambor con serlianas. En la misma ciudad realizó los proyectos para la cúpula de la catedral de San Lorenzo y ejecutó la Villa Pallavicino delle Peschiere (1560 ) y el palacio Sauli en San Vincenzo.
Durante el mismo período, a partir de 1553,  también trabajó en Milán, donde permaneció cuando abandonó definitivamente Génova, aunque muy probablemente mantuvo contacto con Cantoni quien continuó su trabajo en Génova y comenzó a trabajar en el palacio de Strada Nuova, enviándole sugerencias y dibujos. En Milán trabajó en los proyectos del palazzo Marino (1553-1558), hoy sede del municipio, en la iglesia de San Barnaba (1561), en la iglesia de San Vittore al Corpo y en la fachada de Santa María presso San Celso , terminada por Martino Bassi. También participó en la construcción del Duomo.
Alessi escribió en esta época el Libro dei Misteri, en el que realizó un proyecto según el que se amplió el Sacro Monte di Varallo, un Viacrucis a escala real que terminaba en una reconstrucción del Templo de Salomón. También envió dibujos para el monasterio de El Escorial.
Su estilo en esta ciudad sigue sobre todo un gusto enfático, sobrecargado de estatuas y decoraciones en bajorrelieve; es el caso de Santa Maria dei Miracoli, cuya fachada está dividida con paneles historiados, o incluso de la pesada fachada de la iglesia de San Raffaele (en via San Raffaele, cerca del Duomo), donde se conserva la estructura de las hermas, un elemento recurrente motivo en su arte, se transforma en  sobrecargadas cabezas reemplazando a los capiteles.
Entre 1551 y 1555 trabajó en la renovación del palacio de Accursio en Bolonia bajo la dirección del vicelegado pontificio y arzobispo de Génova Girolamo Sauli , diseñando la majestuosa puerta, la puerta del apartamento del Legado, la capilla del Legado y el gran ventanal sobre la plaza Neptuno.
Hacia 1561 regresó a Perugia. Dos años más tarde, el marqués de Castiglione del Lago  Ascanio della Corgna, experto en fortificaciones militares, le encargó renovar su palacio de Castiglione del Lago: el arquitecto se inspiró y utilizó los dibujos originales de Vignola y transformó la residencia baglionesca. Hizo lo mismo con el palazzo della Corgna en Città della Pieve, antiguo pabellón de caza. Unos años más tarde, el hermano de Ascanio, el cardenal  Fulvio della Corgna, le hizo diseñar la Villa del Colle del Cardinale, cerca de Perugia, su residencia de verano.
En Asís diseñó la basílica de Santa María de los Ángeles (1569), modificada en 1832 . La cúpula y el ábside permanecen de la construcción original de Alessi.  Finalmente, en Spello , diseñó el nuevo edificio del Palazzo Comunale  (1570).
Galeazzo Alessi murió en 1572 a la edad de 60 años y está enterrado en Perugia en la iglesia de San Fiorenzo.

## Obras de Galeazzo Alessi
- Perugia:
  - Rocca Paolina, sus intervenciones en la Rocca;
  - Loggia-Oratorio de Sant'Angelo della Pace in Porta Sole;
  - Santa Maria del Popolo (Cámara de Comercio);
  - Convento de Santa Giuliana (Santa Caterina);
  - Portale della Villa del Leone;
  - Puerta de la fachada meridional del Duomo (portal con hermas);
  - Obras para  San Pietro;
  - Loggia per il palazzo dei Priori;
  - Villa del Colle del Cardinale;

- Asís:
  - Cúpula de Santa María de los Ángeles en Asís (1569);[8]
  - Tabernacolo di San Francesco;
  - Renovación de la nave interior del Duomo di San Rufino;

- Bastia Umbra: puente sobre el Chiascio;
- Castiglione del Lago: Palazzo della Corgna: atribuido a Alessi, incluso a Vignola;[9]
- Città della Pieve:  Palazzo della Corgna;

- Corciano:
  - Castello di Pieve del Vescovo: remodelado por Alessi;
  - Palazzo della Corgna: atribuido a Alessi, ahora sede de la administración municipal;
- Génova:
  - Villa Giustiniani-Cambiaso en Albaro;
  - Basilica di Santa Maria Assunta in Carignano;
  - Porta Siberia (Porta del Molo), inserita nelle mura sul porto;
  - Cúpula de la catedral de San Lorenzo;
  - Villa Pallavicino detta delle Peschiere;
  - Palazzo Grimaldi-Sauli in Bisagno;
  - Propuesta para los palacios de Strada Nuova;

- Loano:  Palazzo Doria, por encargo de Giovanni Andrea Doria y de su mujer Zenobia;

- Milán:
  - Palazzo Marino, realizado para el genovés Tommaso Marino, que se trasladó a Milán;
  - Iglesia de San Barnaba (proy. 1561);
  - Auditorio delle Scuole Canobiane;
  - Fachada de la Santa María presso San Celso, realizada a partir de 1572 por Martino Bassi;
  - Iglesia de San Rafael;
  - varias intervenciones en el Duomo di Milano (monumento Arcimboldi, etc.);

- Bologna: varias intervenciones en el Palazzo d'Accursio;
- Pietrafitta (Piegaro): Abbazia dei Sette Frati: restructuración del monasterio por parte de Alessi  a instancias del cardenal Fulvio della Corgna;
- Umbertide:  Colegiata di Santa Maria della Reggia;
- Sacro Monte di Varallo: planta general del Sacro Monte;
- Roma: diseños para la fachada del Gesù.

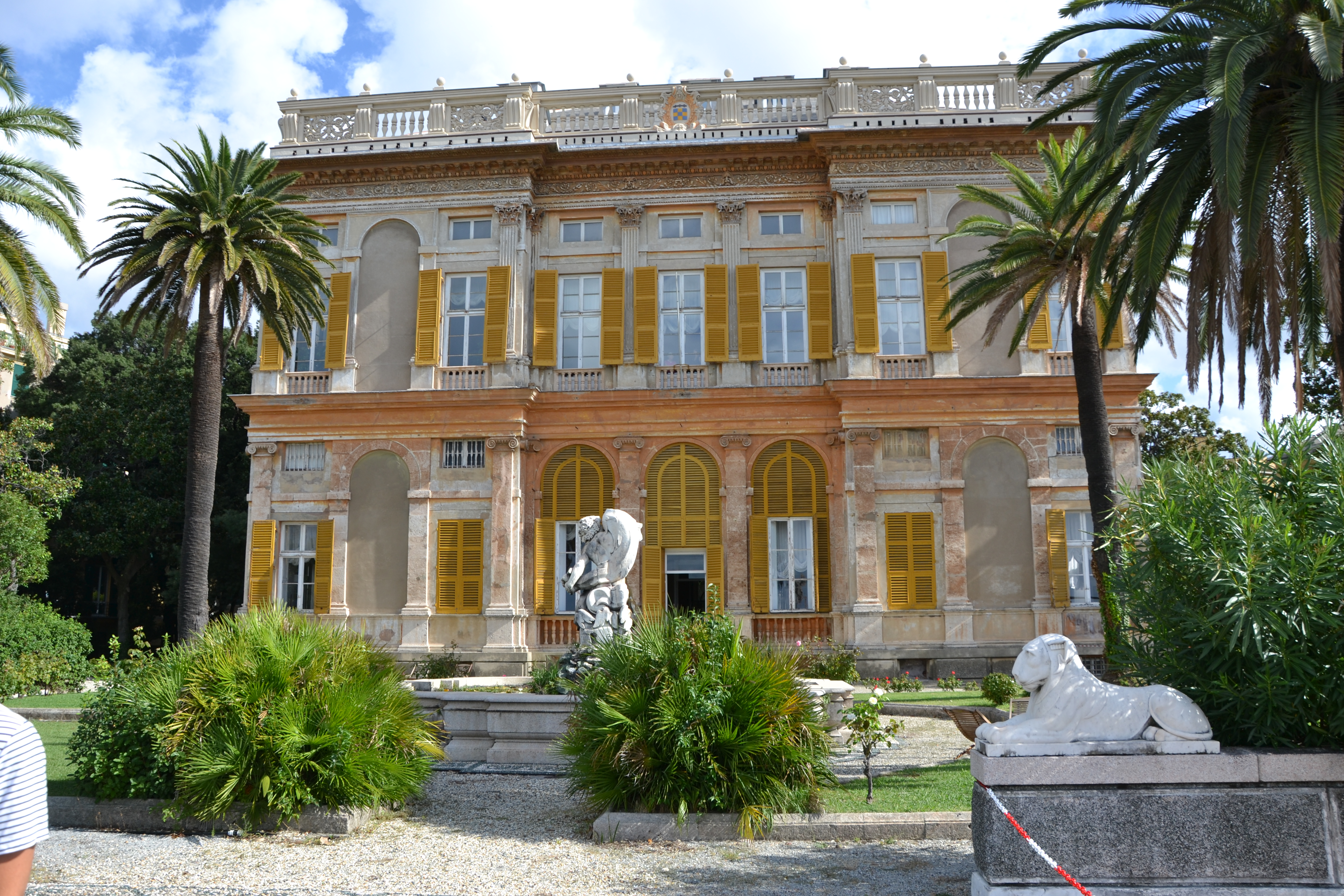
Villa Pallavicino detta delle Peschiere (ca. 1560), Génova
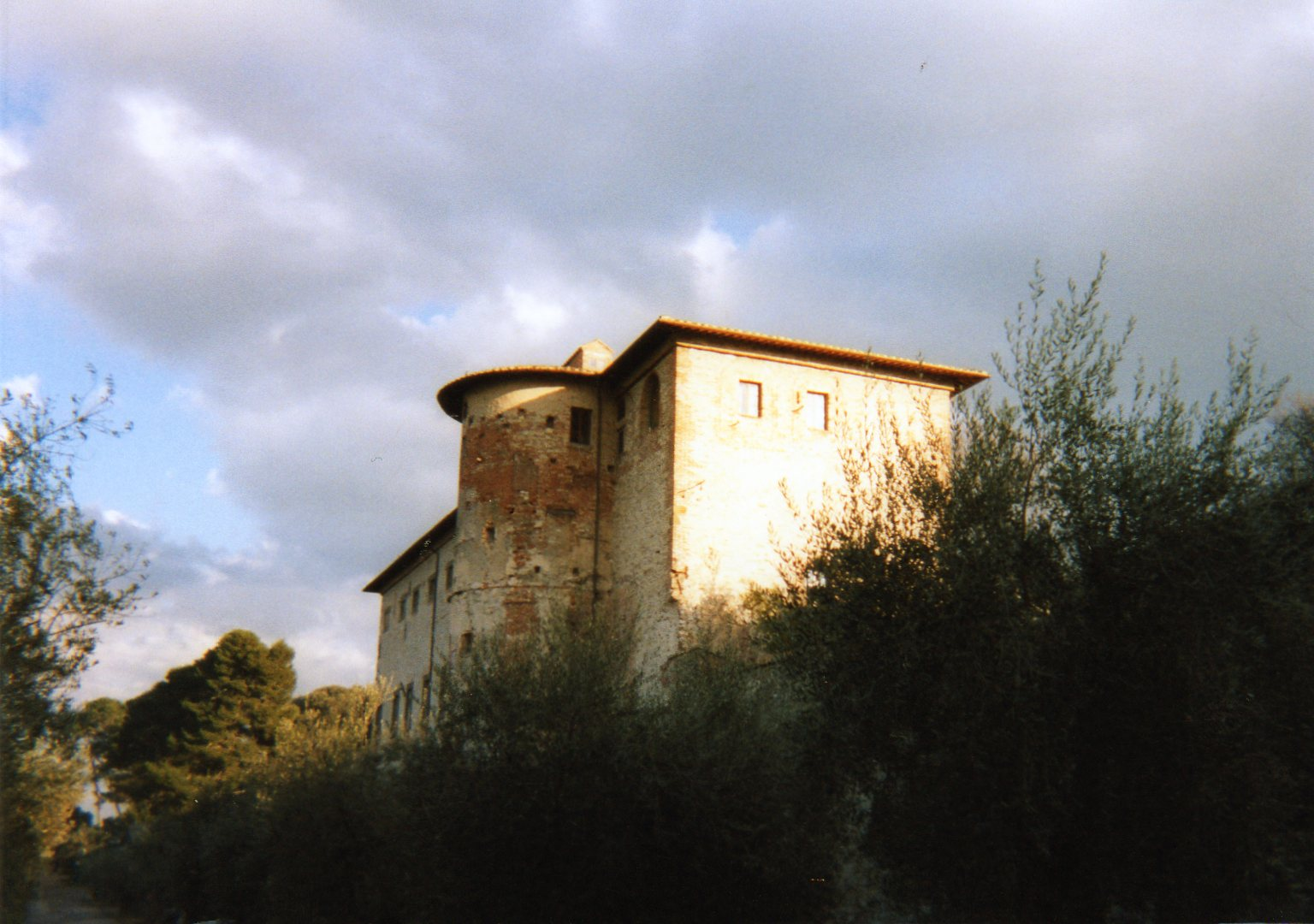
Palazzo della Corgna, a Castiglione del Lago
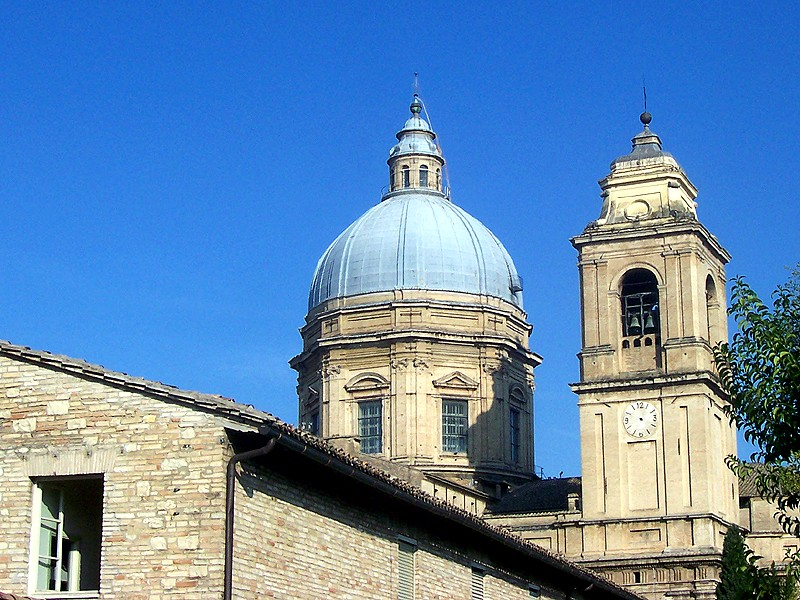
La cúpula de la Santa María de los Ángeles en Asís
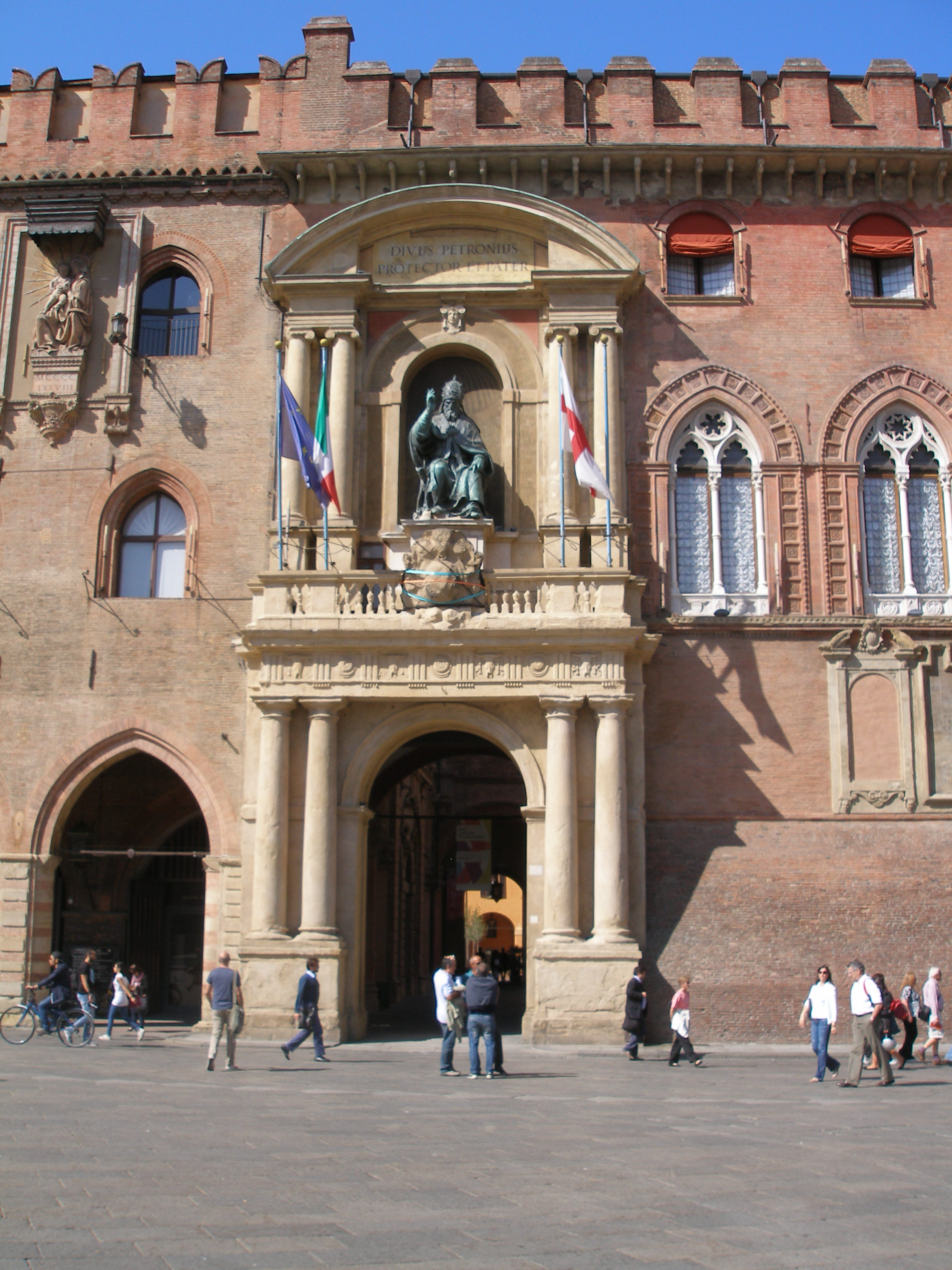
Portal central de la fachada principal del palacio de Accursio, Bolonia
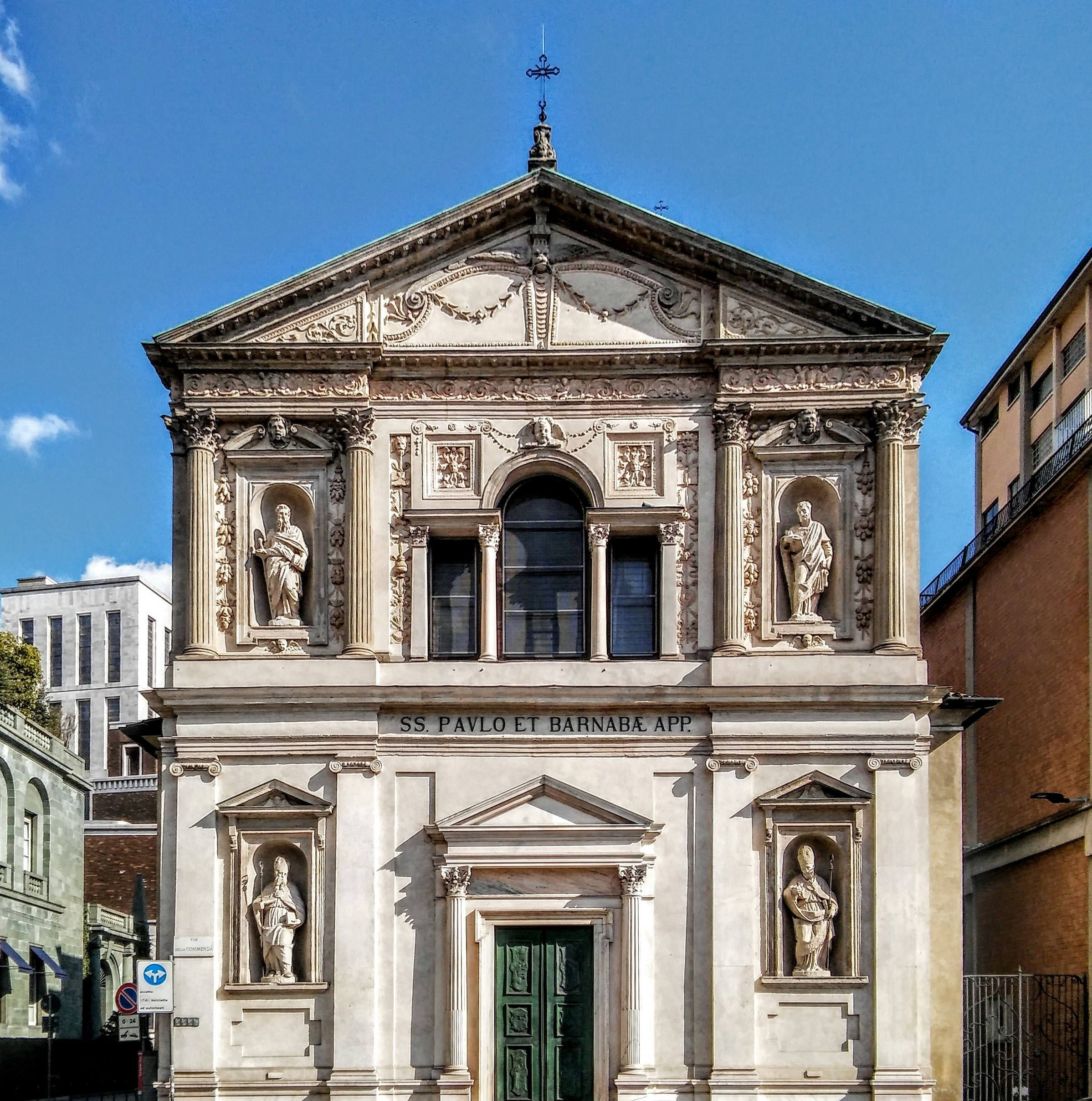
iglesia de San Barnaba (Milán)
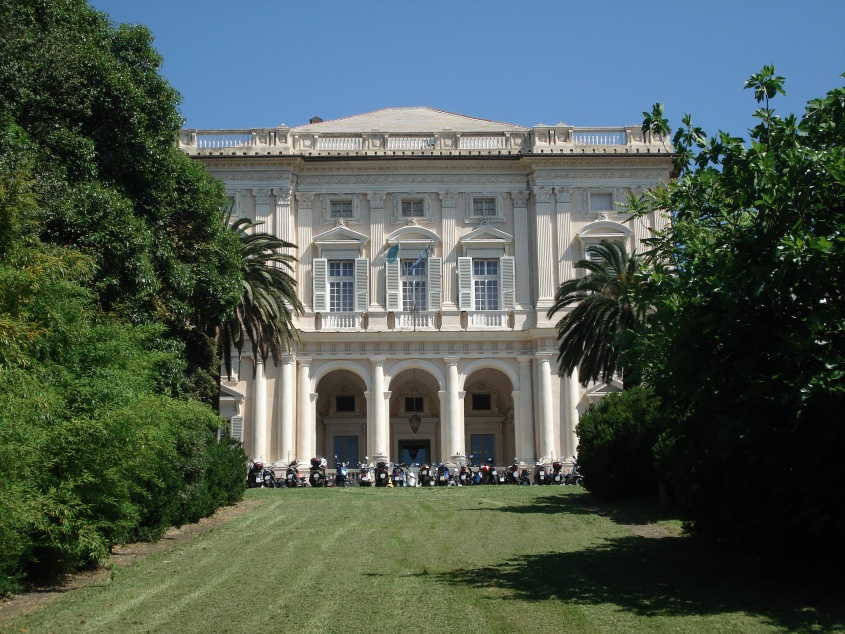
Villa Giustiniani-Cambiaso
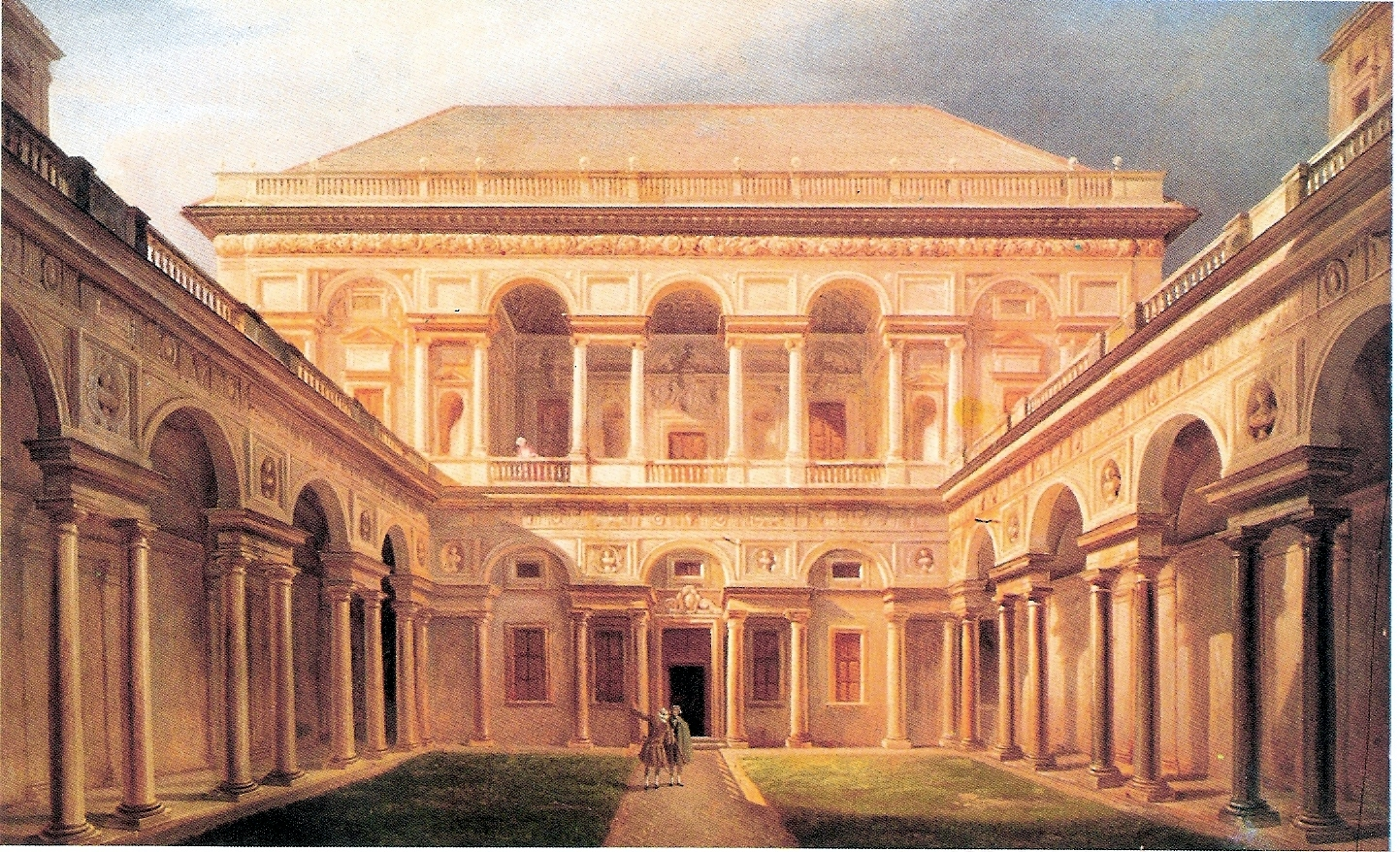
Villa Grimaldi Sauli
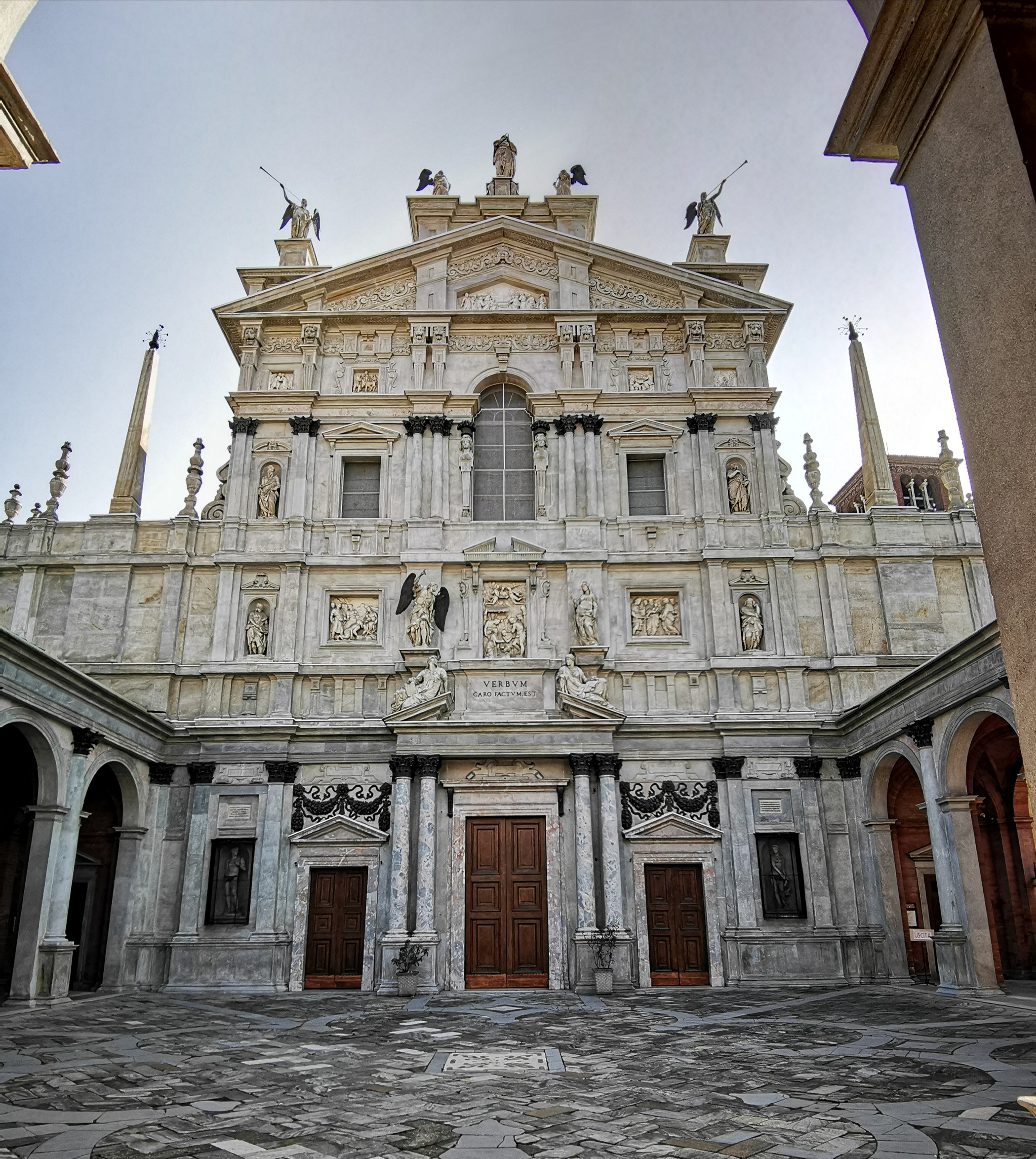
Fachada de la Santa María presso San Celso, realizada a partir de 1572 por Martino Bassi;
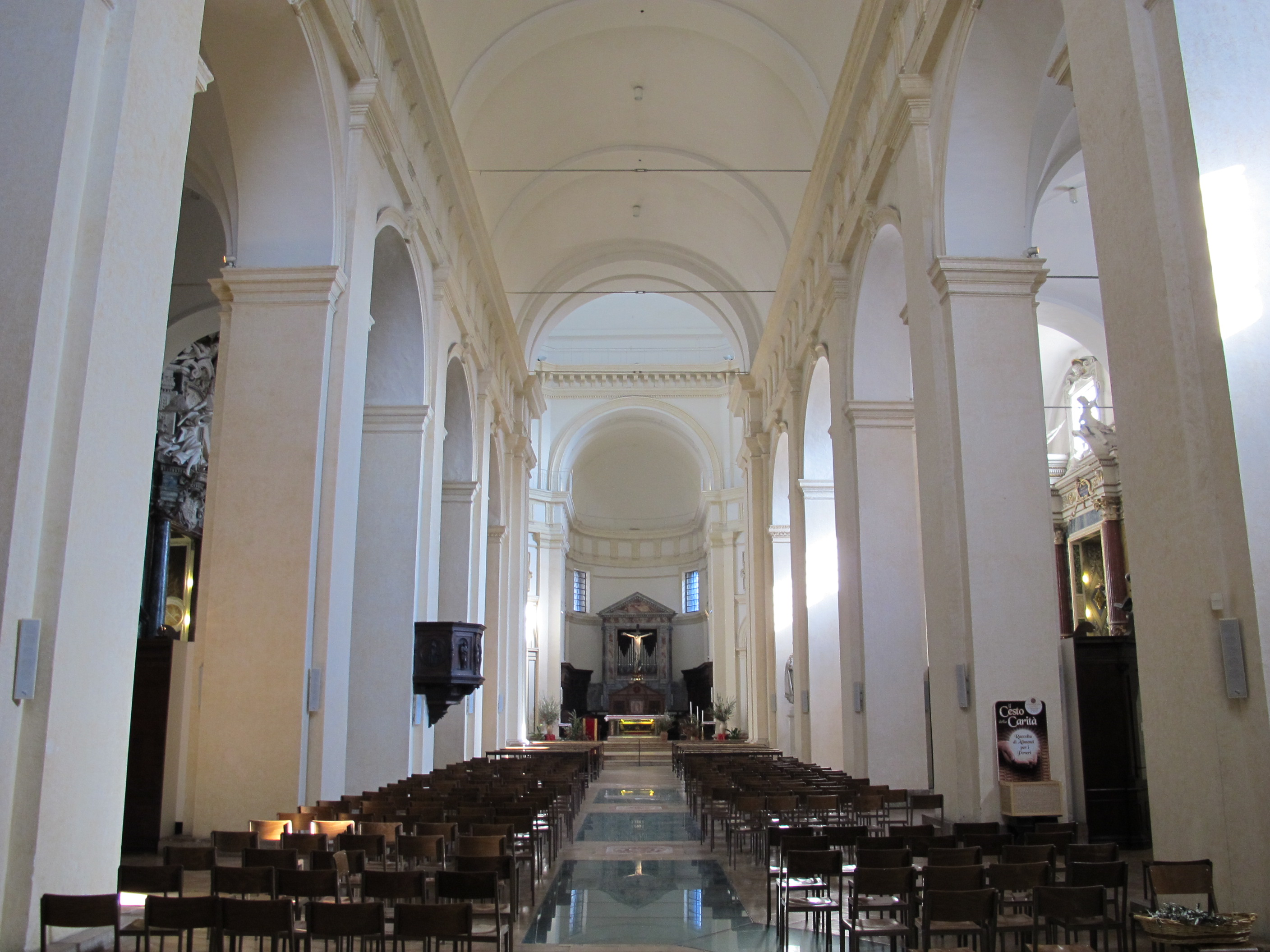
Renovación de la nave interior del Duomo di San Rufino
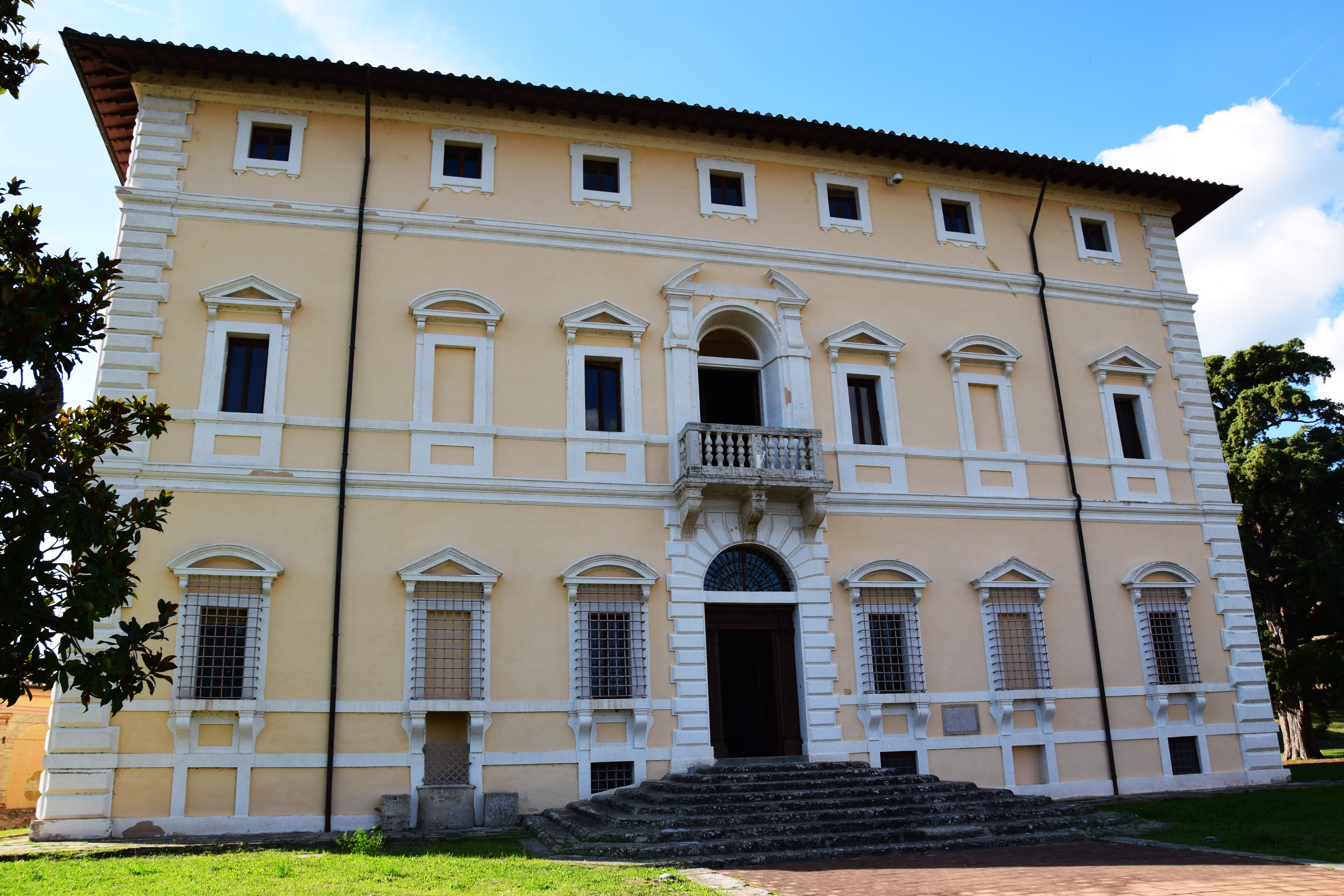
Villa del Colle del Cardinale (ca. 1575)
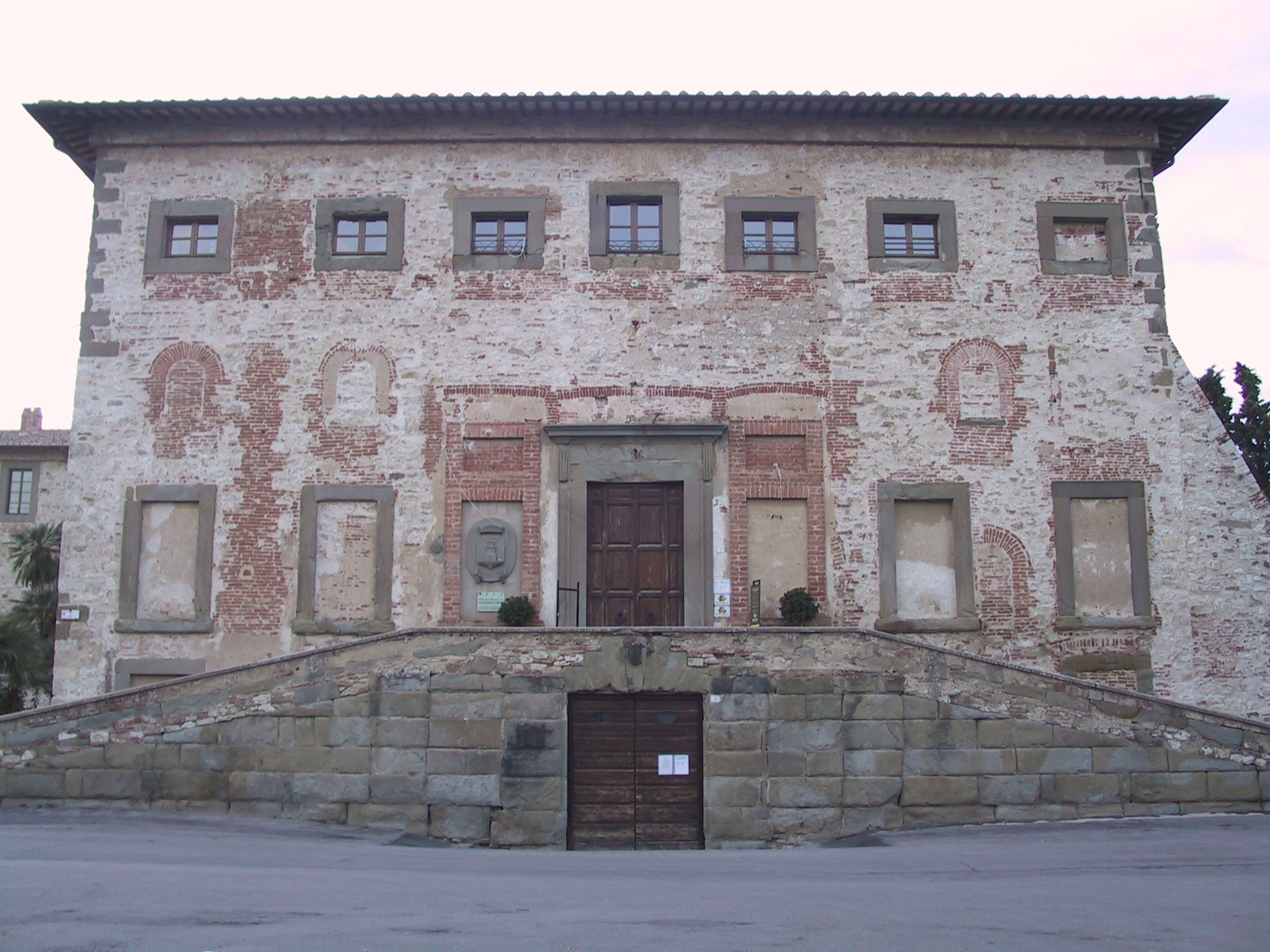
Palazzo della Corgna (1563)